# 王府山 (南阳市)
王府山位于河南省南阳市宛城区，由明朝唐定王朱桱，于永乐六年（1408年）就任前由人工修建的王府后花园内的假山。

## 历史
明洪武二十四年1391年，明太祖朱元璋封其第二十三子朱桱为唐王，封地南阳。在就藩之前，在南阳藩地大兴土木，兴建王府，在王府内营造房宫，开辟园林，建造假山，共占地二百五十余公顷，王府山即为其中主要建筑之一。假山的石头是从公里之外的太湖经水陆转运而来，朱桱在建造王府的同时，他同父异母的两个哥哥也在大兴土木。四哥朱棣在燕京建造皇宫（今北京紫禁城）；五哥朱橚在禹州建造地下寝陵(周定王陵)。
1404年，南阳唐王府建成，王府山拔地而起，傲视全城。在20世纪80年代以前，王府山作为南阳城中最高的建筑物，鹤立鸡群近600年。
清康熙年间王府山的太湖石遭到拆；日本侵华期间又遭日机轰炸；20世纪的人口扩张，使王府山被各种建筑包围，其山体洞穴均为民居侵占，一座明代珍品变得面目全非。20世纪50年代初，山体摇摇欲坠，南阳政府开始修缮，采用南阳独山石加强补牢。
近年，南阳市政府开始重视文物保护，并加大力度进行违章清理，王府山始显山露水。

## 王府山特点
山高18米，底部直径21米，周长66米，占地面积346平方米。山腹用奇石筑成大小不同的4个石窟，经石阶60级，逶迤盘旋贯通每个石窟，绕行3周可达山巅。山体内，暗道回转串通，石窟又分“奶奶殿”、“三清殿”、“祖师洞”等。历史一直是南阳城最高点，亦为王府建筑群空间轴线之镇。登山眺望，全城景色一览无余。

## 参看
- 北京紫禁城